# Universidad Nacional de Luján
La Universidad Nacional de Luján (UNLu) es una universidad pública argentina ubicada en la ciudad de Luján, creada por la ley 20 031 del 20 de diciembre de 1972, como parte del Plan Taquini, el programa de reorganización de la educación superior que llevaría a la fundación de las universidades de Jujuy, La Pampa, Lomas de Zamora, Entre Ríos, Catamarca, Misiones, Salta, San Juan, San Luis y Santiago del Estero. 
La Universidad está organizada en varias sedes regionales. Cuenta además con un Instituto Superior dedicado a la enseñanza de la Educación Física. Fue cerrada durante la dictadura cívico-militar Argentina y reabierta por el presidente Raúl Alfonsín, el 30 de julio de 1984, una vez restablecida la democracia. Cuenta con una fuerte vocación académica, y un Instituto de Investigaciones en Ecología y Desarrollo Sustentable (INEDES), formando profesores e investigadores en biología y ecología y en las áreas de Ciencias humanas y sociales.La Universidad cuenta con Centros Regionales y Delegaciones Universitarias en varios lugares de la provincia de Buenos Aires, y una sede en la Capital Federal.

## Historia
Durante los años 60 y 70, la demanda universitaria en Argentina eran altas y la creación de nuevas universidades se volvía necesaria. A causa de esto, y tras la aprobación de la Ley 20 031, se crea la Universidad Nacional de Luján.
La Universidad tenía como influencia una zona agropecuaria, ubicada en límite con el área metropolitana de Buenos Aires, que se caracterizaba por poseer un rápido crecimiento demográfico, económico e industrial.
Desde su inicio la Universidad se caracterizó por ofrecer carreras cortas, de grado y no tradicionales, orientadas principalmente a la agronomía y a la alimentación. Fue la pionera en ofrecer la posibilidad de estudios a personas mayores de 25 años sin título secundario, llegando a tener un promedio de edad de 33 años.
El primer Rector fue Ramón Rosell, un químico especialista en suelos que trabajó muchos años en la Universidad Nacional de Sur. El segundo Rector fue Emilio Mignone quién al poco tiempo realizó una expansión de la universidad; creó los Centros Regionales ubicados en General Sarmiento, Campana, Chivilcoy y 9 de julio. Esta expansión no estaba en la idea originaria a la creación de la Universidad, pero fue de gran utilidad para fortalecerla en tiempos políticos difíciles.
La universidad sufrió una Clausura durante la última dictadura que duró 4 años, 5 meses y 9 días, hasta su reapertura ya en democracia.

### Clausura de la Universidad
Con el comienzo de la dictadura de 1976, el rector Emilio Mignone renuncia a su cargo. Durante varios meses la universidad, hasta la asunción de Gerardo Amado, quien renuncia en los primeros meses de 1979 y es sucedido por Paine. Finalmente, y luego de varios meses la universidad fue clausurada por Ley 22 167 Fue la única universidad que sufrió este hecho durante la dictadura.[cita requerida]
Se realizaron diversas marchas reclamando por la reapertura de la universidad, bajo el lema: «Orgullosos de nuestra Universidad». Personalidades como Ernesto Sabato, Jorge Luis Borges, León Gieco (a quien se le prohibió cantar en la universidad e incluso dedicó unas estrofas a la clausura) y Adolfo Pérez Esquivel, entre otros, repudiaron el cierre de la Universidad indicando que era un agravio para la cultura y la comunidad.[cita requerida]
En el momento de la Clausura, la Universidad contaba con 1626 alumnos, 375 docentes, 126 no docentes y 192 graduados. Poseía un centro a distancia, varios laboratorios, un presupuesto de ARL $ 18 000 000. La infraestructura estaba compuesta por un edificio de 4 000 m² amueblado. Se destinaban de este 1 000 m² para los laboratorios, los que contaban con un equipamiento científico valuado en US$ 200 000, y 4 centros regionales en Campana, Chivilcoy, General Sarmiento y 9 de Julio.
La universidad más favorecida por la clausura fue la Universidad de Buenos Aires (UBA), quién dictó la carrera de ingeniería en alimentos en la Sede Central de la UNLu. Tuvo el poder administrativo sobre los centros regionales y muchos de los equipos y materiales fueron trasladados desde su ubicación dentro de la UNLu a edificios de la UBA.
Según la universidad, el daño sufrido fue cercano a los $ 225 407 048 ($84 527 643 en daños morales y $ 140 879 405 en daños materiales). Entre los daños morales sufridos se encuentran: desprestigio público a la Institución, docentes, graduados, alumnos, alumnos que siguieron estudiando en otras universidades y a los graduados ex-UNLu.

## Departamentos y carreras
La universidad se encuentra organizada académicamente en Departamentos. Por ello, cada materia de cada carrera pertenece a un Departamento difierentes y las carreras dependen directamente del rectoado.
Los 4 Departamentos Académicos son:  Ciencias Básicas, Ciencias Sociales, Educación y Tecnología.
Las carreras de la nómina actual son: 
- Licenciatura en Ciencias Biológicas
- Licenciatura en Enfermería
- Licenciatura en Información Ambiental
- Licenciatura en Sistemas de Información
- Profesorado en Ciencias Biológicas
- Profesorado en Física
- Licenciatura en Administración
- Contador Público
- Licenciatura en Comercio Internacional
- Licenciatura en Trabajo Social
- Licenciatura en Geografía
- Licenciatura en Historia
- Profesorado en Geografía
- Profesorado en Historia
- Licenciatura en Gestión Universitaria
- Licenciatura en Ciencias de la Educación
- Licenciatura en Educación Física
- Licenciatura en Educación Inicial
- Profesorado en Ciencias de la Educación
- Profesorado en Educación Física
- Profesorado en Enseñanza Media de Adultos
- Ingeniería Agronómica
- Ingeniería en Alimentos
- Ingeniería Industrial

## Campus
El Campus de la Universidad originalmente era un predio de 403 hectáreas (4 km²) y 6 000m² de construcción correspondiente al Instituto Ángel Alvear, un instituto de menores que provenían de familiar que los habían abandonado o de escasos recursos. A pesar de esto, la Universidad nunca fue establecida en tal predio, aunque recibió 250 hectáreas del mismo.

### Sedes
- Sede Central
- Sede Capital Federal: está ubicada en la calle Ecuador 871 de la Ciudad de Buenos Aires.

#### Sede Central
Es el campus principal de la Universidad. Está ubicada al sureste de la ciudad de Luján, en la intersección entre la Ruta Nacional 5 y Ruta Provincial 7. Aquí se dictan todas las ofertas educativas que la Universidad ofrece y se encuentran todos los órganos que la dirigen.

Está compuesta por:

Ubicación de la Sede Central.

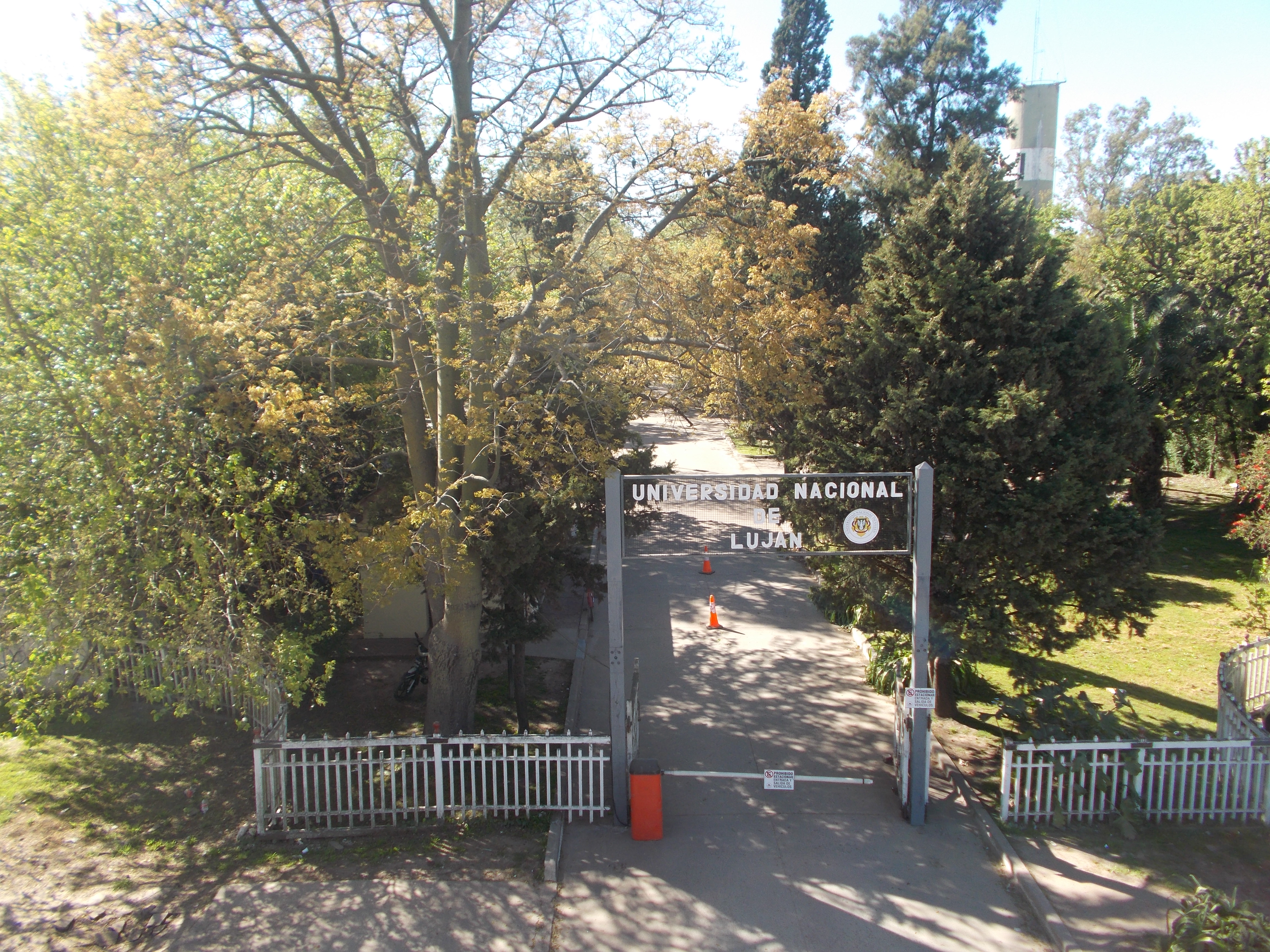
Acceso principal a la Sede Central.

- Biblioteca Central «Ing. Jaime de la Plaza». Cuenta con 1300 m² distribuidos en 3 plantas.
- 5 pabellones de aulas, Aulas A, B y C y un aula en el anexo Ex-Renault.
- Escuela Infantil «Hebe San Martín».
- Laboratorios de química,  microbiología, microscopía, genética, ingeniería bioambiental, fitopatología, Análisis Espacial y Sistemas de Información Geográfica (LabSIG) y Ecología.
- Campo experimental
- Planta piloto «Ing. Alfredo Jaoand».
- Centro de Investigación, Docencia y Extensión en Tecnologías de la Información y las Comunicaciones (CIDETIC)
- Tambo.
- Salón Auditorio «Dardo Sebastián Dorronzoro».[16]
- Recinto del Consejo Superior «Dr. Emilio Fermín Mignone».
- Edificio de Rectorado.
- Editorial EDUNLu

### Centros regionales
- Centro Regional San Miguel: ubicado en Farías 1 590 en la ciudad de San Miguel.
- Centro Regional Chivilcoy: ubicado en El Grito de Alcorta 110 del partido de Chivilcoy.
- Centro Regional Campana: ubicado en Vicente López y Bertolini en la ciudad de Campana.

### Delegaciones
- Delegación Universitaria de San Fernando: El ex- Instituto Nacional de Educación Física, situado en Av. del Libertador 1 700 en el partido de San Fernando.
- Delegación Universitaria de Mercedes: El ex- Instituto Saturnino Unzué, situado en calle 26 y 47 de la localidad de Mercedes.
- Delegación Universitaria de Pergamino: El ex- Instituto Superior de Formación Docente y Técnica N.º 5, ubicado en Scalabrini Ortiz 472 del partido de Pergamino.

## Investigación
La universidad realiza investigación en diversas áreas del conocimiento. Posee los siguientes institutos de investigación:
- Instituto de Ecología y Desarrollo Sustentable (INEDES) [17]
- Instituto de Investigaciones Geográficas (INIGEO)[18]

## Organización
La organización académica de la Universidad es departamental.
El Estatuto de la Universidad establece los siguientes órganos de gobierno:
1. Asamblea Universitaria.
2. Consejo Superior.
3. Rector/Vicerrector.
4. Consejos Directivos Departamentales.
5. Directores Decanos/Vicedirectores Decanos.

### Rectores
Después de la renuncia del Dr. Mignone y antes de la asunción del Ing. Amado, la Universidad estuvo bajo intervención militar del teniente coronel Jorge Alberto Maríncola y del Mayor Tomassi.

### Escudo
En 1984, el rector normalizador de la Universidad, Enrique Fliess, adoptó el escudo diseñado por Mario Argentino Bartoli Cerri. Durante 1998, el Consejo Superior adopta el diseño que es utilizado actualmente.
La forma del escudo es circular, en el centro se encuentra un ave fénix apoyado sobre un escudo triangular deformado, el cual a su vez está por encima de una figura amarilla apergaminada y es rodeado por una cinta roja.